# کسول بیچ (کارولینای شمالی)
کسول بیچ (به انگلیسی: Caswell Beach) شهری در ایالت کارولینای شمالی کشور ایالات متحده آمریکا است که جمعیت آن در سرشماری سال ۲۰۱۰ میلادی، ۳۹۸ نفر بوده‌است.